# Strada di Fondovalle
Strada di Fondovalle è una strada lunga 800 metri al confine tra San Marino e Italia che collega le curazie sammarinesi di Dogana e Galazzano che ha lo scopo di alleggerire il traffico dei camion diretti a Dogana e nella zona industriale di Galazzano a San Marino.
La costruzione della strada è stata prevista con l'accordo tra San Marino e il comune di Rimini del 17 ottobre 2006 a cui ha partecipato anche il sindaco di Rimini Alberto Ravaioli con un costo di undici milioni di euro di cui due per gli espropri con gli oneri finanziari e le eventuali spese maggiori a carico dello stato sammarinese. Il costo per lo stato sammarinese nel 2013 aveva raggiunto i 14 milioni di euro totali prestati dall'Istituto Bancario Sammarinese.
La strada è stata costruita dalla società sammarinese SMS Costruzioni Generali S.p.A di Borgo Maggiore. Il primo tratto è stato inaugurato il 3 giugno 2014 dai Capitani Reggenti Valeria Ciavatta e Luca Beccari, dall'ambasciatrice d'Italia a San Marino Barbara Bregato con i rappresentanti delle aziende e i lavoratori coinvolti nella costruzione.
In seguito i lavori si sono fermati per quasi un anno a causa della bonifica da alcune bombe della Seconda Guerra Mondiale nei pressi dell'ex ferrovia Rimini-San Marino.

## Competenza
Secondo l'Accordo Italo-Sammarinese del 2014 in caso di incidente stradale intervengono le Forze dell'Ordine italiane dove la strada è interamente italiana e quelle sammarinesi dove è territorio sammarinese, dove il confine è longitudinale la competenza è mista le due Forze dell'Ordine possono intervenire congiuntamente; le due Forze dell'Ordine possono fare presidi e controllo della viabilità solo comunicandolo un giorno prima alle Forze dell'Ordine dell'altro stato mentre i mezzi di soccorso sono regolamentati dagli accordi vigenti tra l'Istituto di Sicurezza Sociale e l'AUSL di Rimini.